# Liste des députés de la préfecture de Kumamoto
Cette page liste les membres de la Chambre des représentants du Japon élus dans les circonscriptions de la préfecture de Kumamoto.

## 41elégislature(1996-2000)
| Circonscription |  | Député                | Parti politique | Commentaire |
| --------------- |  | --------------------- | --------------- | ----------- |
| 1re             |  | Morihiro Hosokawa     | NFP             | 1996 – 1998 |
| 1re             |  | Eiichi Iwashita (ja)  | PLD             | 1998 – 2000 |
| 2e              |  | Takeshi Noda (ja)     | NFP             |             |
| 3e              |  | Toshikatsu Matsuoka   | PLD             |             |
| 4e              |  | Hiroyuki Sonoda (ja)  | NPS             |             |
| 5e              |  | Masayoshi Yagami (ja) | NFP             |             |

## 42elégislature(2000-2003)
| Circonscription |  | Député                | Parti politique |
| --------------- |  | --------------------- | --------------- |
| 1re             |  | Yorihisa Matsuno (ja) | PDJ             |
| 2e              |  | Takeshi Noda (ja)     | PC              |
| 3e              |  | Toshikatsu Matsuoka   | PLD             |
| 4e              |  | Hiroyuki Sonoda (ja)  | PLD             |
| 5e              |  | Yasushi Kaneko        | SE              |

## 43elégislature(2003-2005)
| Circonscription |  | Député                 | Parti politique |
| --------------- |  | ---------------------- | --------------- |
| 1re             |  | Yorihisa Matsuno (ja)  | PDJ             |
| 2e              |  | Takeshi Hayashida (ja) | PLD             |
| 3e              |  | Tetsushi Sakamoto      | SE              |
| 4e              |  | Hiroyuki Sonoda (ja)   | PLD             |
| 5e              |  | Yasushi Kaneko         | PLD             |

## 44elégislature(2005-2009)
| Circonscription |  | Député                | Parti politique | Commentaire |
| --------------- |  | --------------------- | --------------- | ----------- |
| 1re             |  | Yorihisa Matsuno (ja) | PDJ             |             |
| 2e              |  | Takeshi Noda (ja)     | PLD             |             |
| 3e              |  | Toshikatsu Matsuoka   | PLD             | 2005 – 2007 |
| 3e              |  | Tetsushi Sakamoto     | SE              | 2007 – 2009 |
| 4e              |  | Hiroyuki Sonoda (ja)  | PLD             |             |
| 5e              |  | Yasushi Kaneko        | PLD             |             |

## 45elégislature(2009-2012)
| Circonscription |  | Député                    | Parti politique |
| --------------- |  | ------------------------- | --------------- |
| 1re             |  | Yorihisa Matsuno (ja)     | PDJ             |
| 2e              |  | Ken'ichirō Fukushima (ja) | PDJ             |
| 3e              |  | Tetsushi Sakamoto         | PLD             |
| 4e              |  | Hiroyuki Sonoda (ja)      | PLD             |
| 5e              |  | Yasushi Kaneko            | PLD             |

## 46elégislature(2012-2014)
| Circonscription |  | Député               | Parti politique |
| --------------- |  | -------------------- | --------------- |
| 1re             |  | Minoru Kihara (ja)   | PLD             |
| 2e              |  | Takeshi Noda (ja)    | PLD             |
| 3e              |  | Tetsushi Sakamoto    | PLD             |
| 4e              |  | Hiroyuki Sonoda (ja) | ARJ             |
| 5e              |  | Yasushi Kaneko       | PLD             |

## 47elégislature(2014-2017)
| Circonscription |  | Député               | Parti politique |
| --------------- |  | -------------------- | --------------- |
| 1re             |  | Minoru Kihara (ja)   | PLD             |
| 2e              |  | Takeshi Noda (ja)    | PLD             |
| 3e              |  | Tetsushi Sakamoto    | PLD             |
| 4e              |  | Hiroyuki Sonoda (ja) | PKJ             |
| 5e              |  | Yasushi Kaneko       | PLD             |

## 48elégislature(2017-2021)
| Circonscription |  | Député             | Parti politique |
| --------------- |  | ------------------ | --------------- |
| 1re             |  | Minoru Kihara (ja) | PLD             |
| 2e              |  | Takeshi Noda (ja)  | PLD             |
| 3e              |  | Tetsushi Sakamoto  | PLD             |
| 4e              |  | Yasushi Kaneko     | PLD             |

## 49elégislature(2021-)
| Circonscription |  | Député               | Parti politique |
| --------------- |  | -------------------- | --------------- |
| 1re             |  | Minoru Kihara (ja)   | PLD             |
| 2e              |  | Daisuke Nishino (ja) | SE              |
| 3e              |  | Tetsushi Sakamoto    | PLD             |
| 4e              |  | Yasushi Kaneko       | PLD             |